# Молчальник
Молча́льник (др.-греч. ἡσυχαστής; лат. silentiarius) — христианский святой из числа преподобных, избравший особый вид подвига —  непрерывное молчание, принявший обет молчания.
Первый святой, принявшего на себя подвиг молчальничества, который он нес до самой кончины — Саламан Молчальник. По агиографическим источникам особенно известны: Иоанн, родом армянин, на 28-м году получивший сан епископа, но ради безмолвия отказавшийся от сана и удалившийся в лавру Саввы Освященного, где о его епископстве узнали лишь в то время, когда за особое благочестие хотели возвести его в пресвитеры; Петр (житие его в Четьих-Минеях под 25 ноября), Исихий (о нём в Прологе под 3 октября), Стефан пресвитер, Лука Новый Столпник (11 декабря). Из русских святых к числу Молчальникам принадлежат Афанасий, Онуфрий и Феодор, затворники монастыря Киево-Печерского; Исаакий Радонежский, Игнатий Белозерский, Корнилий, Вера Молчальница. Из западных святых к числу безмолвников относятся Гверир и Этернес Файфский. В западной церкви обет непрерывного молчания, кроме исповеди, существует в ордене картезианцев.

## Молчальники в иных традициях
В индуизме и буддизме также известна практика духовного подвига, сопряжённого с молчанием. Такой человек называется "муни" (букв. - "молчальник", санскр.)
В индуизме слово "муни" является синонимом слова "мудрец", а в буддизме даже основатель этой религии имеет в своём "титуле" слово "муни":
Будда Гаутама (Готама) Шакьямуни ("Шакьямуни" - "Мудрец (букв. - молчальник) из рода Шакьев" (Шакьи - царский род, живший на севере Индии, откуда и произошёл Будда Гаутама).